# 郡山健康科学専門学校
郡山健康科学専門学校（こおりやまけんこうかがくせんもんがっこう）とは、福島県郡山市にある医療福祉系の私立専門学校。
設置者は学校法人こおりやま東都学園で、東都国際ビジネス専門学校を併設している。

## 概要
介護福祉学科、柔道整復学科、作業療法学科、理学療法学科、応用理学療法学科（社会人向け/生徒募集停止済み）、こども未来学科を擁する。
作業療法学科、理学療法学科は4年制であり、卒業時に高度専門士の称号が与えられる。
2005年12月、東北では初の展示となる『人体の不思議展』を主催し来場者10万人を越える盛況をおさめた。
韓国のテジョン保健大学、豪州のカーティン工科大学との提携もしており相互の学生交流も盛んに行われている。
学校長は元信州大学医学部保健学科教授の藤原孝之。
法人の前身である佐久間学園の元理事長による資金不正流用事件（2004年逮捕）の後、一時的に経営危機に陥ったことがあったものの、再建（法人名や学校名の改称を含む）が功を奏し、県内の医療福祉系学校の先駆けとなっている。　

## 沿革
- 1998年（平成10年）4月 - 前身となるジェイク医療福祉技術専門学校（学校法人佐久間学園）が開校
- 2003年（平成15年）3月 - 学校法人改組（学校法人こおりやま東都学園設立）に伴い現学校名に改称。介護福祉学科、作業療法学科、理学療法学科を設置する
- 2005年（平成17年）4月 - 柔道整復学科設置
- 2007年（平成19年）4月 - 介護福祉学科が3年制移行する。応用理学療法学科（社会人向け）設置
- 2014年（平成26年）4月 - 応用理学療法学科を募集停止する
- 2015年（平成27年）4月 - こども未来学科設置

## 取得できる資格・免許状
- 介護福祉国家資格
  - 介護福祉学科
- 柔道整復師国家試験受験資格
  - 柔道整復学科
- 作業療法士国家試験受験資格
  - 作業療法学科
- 理学療法士国家試験受験資格
  - 理学療法学科、応用理学療法学科

## 交通
- 車：東北自動車道「郡山IC」を国道49号線・開成山公園、国道4号線方面へ
- 福島交通バス：郡山駅バスターミナル1番のりば須賀川、白河、福島空港方面行きより約10分 「香久池一丁目」下車徒歩1分
- JR:東北・山形新幹線郡山駅よりスクールバス